# Asymbolus submaculatus
Asymbolus submaculatus  (лат.) — один из видов рода австралийских пятнистых кошачьих акул (Asymbolus), семейство кошачьих акул (Scyliorhinidae).

## Ареал
Asymbolus submaculatus обитает у юго-западного побережья Австралии на глубине до 200 м.

## Описание
У этой акулы довольно плотное тело. Окрас пёстрый. Хвостовой плавник короткий. Спинные плавники довольно крупные и закруглены. Зубы имеют 3 острия.

## Биология
Достигает длины 44 см. Вероятно, ведёт ночной образ жизни. Размножается, откладывая яйца.

## Взаимодействие с человеком
Изредка попадает в качестве прилова в глубоководные сети. Международный союз охраны природы присвоил этому виду статус «Вызывающий наименьшие опасения».